# Nécropole nationale de Zuydcoote
De Nécropole nationale de Zuydcoote (Nederlands: Nationale necropolis van Zuidkote) is een necropolis in de Franse gemeente Zuidkote in het Noorderdepartement, regio Hauts-de-France. Op de begraafplaats zijn de stoffelijke resten van 2.068 mensen begraven, voornamelijk militairen, die gestorven zijn tijdens de Eerste Wereldoorlog en Tweede Wereldoorlog. Naast deze begraafplaats ligt ook een Britse militaire begraafplaats (Zuydcoote Military Cemetery) en een Duitse militaire begraafplaats (Deutscher Soldatenfriedhof Zuydcoote).

## Geschiedenis

### Eerste Wereldoorlog
Vanaf het begin van de Eerste Wereldoorlog in 1914 ontvingen de burgerlijke en militaire ziekenhuizen van Duinkerke en de regio veel gewonden van het IJzerfront. Zeer snel was er plaats tekort. Scholen, universiteiten, hospices en ook het Sanatorium van Zuydcoote of de casino's van Malo en Malo-Terminus werden gevorderd om het groeiende aantal gewonden op te vangen.
Deze begraafplaats werd in 1921 opgericht in de buurt van het sanatorium en groepeerde soldaten die in de Eerste Wereldoorlog aan hun verwondingen waren overleden in de verschillende ziekenhuizen in en rond Duinkerken.

### Tweede Wereldoorlog
In 1953 worden Franse militairen die gesneuveld zijn tijdens de gebeurtenissen van mei-juni 1940 (Slag om Duinkerke) en die nog niet gerepatrieerd waren door nabestaanden naar lokale kerkhoven gegroepeerd op twee begraafplaatsen: Nécropole nationale de Zuydcoote en Nécropole nationale de Leffrinckoucke.
Daarvoor werd de begraafplaats uitgebreid met een nieuw blok met Franse en Spaanse militairen.

## Graven
Tegenwoordig zijn er 2053 graven waaronder 2037 individuele graven en een collectief graf met de stoffelijke resten van 16 soldaten. Daarnaast is er ook een Rus en 14 Spaanse soldaten begraven. De necropolis bestaat uit 3 blokken. Twee voor slachtoffers van de Eerste Wereldoorlog en één voor slachtoffers uit de Tweede Wereldoorlog.
In de twee blokken van de Eerste Wereldoorlog zijn 1150 soldaten begraven die gestorven zijn aan hun verwondingen. Een van de twee blokken bevat enkel graven van Franse moslims herkenbaar aan de kenmerkende herdenkingssteen.
In het derde blok dat aangelegd is in 1953 zijn 904 Franse militairen en 14 Spaanse militairen die werkten in een ondersteuningscompagnie.
Het aantal graven is geen weerspiegeling van het aantal doden in deze twee conflicten. Nabestaanden konden de stoffelijke resten laten repatriëren naar een lokaal kerkhof. Diegene die niet gerepatrieerd zijn werden op een nationale necropolis herbegraven.